# ショーン・コイル
ショーン・コイル（Sean Coyle, 1992年1月7日 - ）は、アメリカ合衆国・ペンシルベニア州バックス郡チャルフォント出身のプロ野球選手（内野手）。右投右打。MLB・ボルチモア・オリオールズ傘下に所属。

## 経歴

### プロ入りとレッドソックス傘下時代
2010年のMLBドラフト3巡目（全体110位）でボストン・レッドソックスから指名され、8月16日に契約。この年は傘下のルーキー級ガルフ・コーストリーグ・レッドソックスでプロデビューし、3試合に出場した。
2011年はA級グリーンビル・ドライブで106試合に出場し、打率.247・14本塁打・64打点・20盗塁だった。
2012年はA+級セイラム・レッドソックスで116試合に出場し、打率.249・9本塁打・63打点・16盗塁だった。
2013年はA+級セイラムで48試合に出場し、打率.241・14本塁打・28打点・11盗塁だった。チームはポトマック・ナショナルズとのチャンピオンシップシリーズへ進出。1番・指名打者として出場したコイルは2回に先制打となる2点二塁打、4回には決勝打となる走者一掃の3点二塁打を放ち、チームの優勝に貢献。同シリーズのMVPを獲得した。8月からA級グリーンビルでプレー。6試合に出場し、打率.320・1本塁打・4打点だった。
2014年はAA級ポートランド・シードッグスで96試合に出場し、打率.295・16本塁打・61打点・13盗塁だった。7月にはメジャーリーグへ昇格したムーキー・ベッツの代役としてフューチャーズゲームに選出。AA級のビリー・マクミロン監督から出場を知らされた際は「冗談を言ってるのかと思ったよ」と喜んでいた。オフの11月20日にレッドソックスとメジャー契約を結び、40人枠入りした。
2016年7月8日にDFAとなった。

### エンゼルス傘下時代
2016年7月18日にウェイバーを経てロサンゼルス・エンゼルスへ移籍した。8月13日にDFAとなり、16日に40人枠を外れる形で傘下のAA級アーカンソー・トラベラーズへ配属された。オフの11月7日にFAとなった。

### オリオールズ傘下時代
2016年12月15日にボルチモア・オリオールズとマイナー契約を結んだ。